# Élina Labourdette
Élina Janine Alice Henri-Labourdette (* 21. Mai 1919 in Paris; † 30. September 2014 in Le Mesnil-le-Roi) war eine französische Theater- und Filmschauspielerin.

## Leben
Élina Labourdette kam 1919 als Tochter eines Karosseriebauers in Paris zur Welt. Zunächst wollte sie Tänzerin werden, musste jedoch aus gesundheitlichen Gründen ihren Traum aufgeben, eine Primaballerina zu werden. Während ihrer Schulzeit nahm sie erste Schauspielstunden bei Ève Francis. Im Alter von 19 Jahren gab sie in G. W. Pabsts Le Drame de Shanghaï (1938) ihr Filmdebüt. Anschließend ging sie für sechs Monate nach England, wo sie an einer Schule neben Englischunterricht auch Kurse in Gesang und Schauspiel hatte.
Nach dem Zweiten Weltkrieg war sie dann in Robert Bressons Film Die Damen vom Bois de Boulogne (1945) zu sehen, mit dem sie in Frankreich größere Bekanntheit erlangte. 1950 schloss sie sich der Compagnie Renaud-Barrault an, mit der sie parallel zu ihrer Filmkarriere regelmäßig Theater spielte. Sie war zudem als Synchronsprecherin tätig und lieh beispielsweise Grace Kelly in der französischen Version von Mogambo (1953) ihre Stimme. 1956 spielte sie unter der Regie von Jean Renoir in Weiße Margeriten neben Ingrid Bergman und Jean Marais. Ab Ende der 1950er Jahre trat sie zudem mehrfach in französischen Fernsehfilmen auf.
Labourdette war mit dem Schriftsteller Louis Pauwels (1920–1997) verheiratet.

## Filmografie (Auswahl)
- 1938: Le Drame de Shanghaï
- 1943: Des jeunes filles dans la nuit
- 1945: Die Damen vom Bois de Boulogne (Les Dames du Bois de Boulogne)
- 1950: Gangster der Luft (Les Aventuriers de l’air)
- 1950: Rendezvous in Paris (Le Château de verre)
- 1951: Edouard und Caroline (Edouard et Caroline)
- 1951: Monsieur Fabre
- 1955: Nach Paris der Liebe wegen (To Paris with Love)
- 1955: Papa, Mama, meine Frau und ich (Papa, maman, ma femme et moi)
- 1956: Weiße Margeriten (Elena et les hommes)
- 1957: The Truth About Women
- 1958: La Répétition ou L’Amour puni (TV-Film)
- 1960: Die Fälle des Monsieur Cabrol (Les Cinq Dernières Minutes) (TV-Serie, eine Folge)
- 1960: La Nuit des suspectes
- 1961: Lola, das Mädchen aus dem Hafen (Lola)
- 1961: Ferien in der Hölle (Les vacances en enfer)
- 1962: Pariserinnen (Les Parisiennes)
- 1962: Snobs (Snobs!)
- 1962: Die dritte Dimension (Le Couteau dans la plaie)
- 1963: Am Ende aller Wege (Le Glaive et la Balance)
- 1964: La Cousine Bette (TV-Film)
- 1968: Wie junge Wölfe (Les Jeunes Loups)
- 1970: Le Clair de terre
- 1974: Président Faust (TV-Film)
- 1974: Julie Charles (TV-Film)
- 1974: Les Jardins du roi (TV-Film)
- 1977: Les Jeunes Filles (TV-Film)
- 1979: Les Moyens du bord (TV-Film)
- 1983: Deux amies d’enfance (TV-Miniserie)
- 2011: Le Dernier Kodachrome